# アップルウェザー
有限会社アップルウェザーは、青森県青森市にある気象予報会社である。

## 沿革
- 1999年
  - 4月2日 - 気象業務法の改正に伴い、設立
  - 5月 - 気象庁より予報業務許可（許可第64号）
- 2001年
  - 1月 - 気象庁より予報業務変更許可（1ヵ月予報の許可は全国2番目）
  - 3月 - アップルウェザー気象情報センター完成、事務所移転
- 2002年3月 - 本社（青森市中佃）を気象情報センター（青森市花園）へ移転登記
- 2003年9月 - 青森環境マネジメントシステムスタンダード（AES）に基づき環境宣言
- 2004年3月 - 中小企業経営革新支援法に基づき『経営革新計画』を申請し、青森県の承認を取得
- 2006年4月 - アップルウェザー事務所移転
- 2009年4月 - 事務所が花園地区から松森地区へ移転
- 2015年6月 - 事務所移転

## 在籍する予報士
- 工藤淳（代表取締役会長、防災士資格取得）
- 小林貴子（予報部長、防災士資格取得）

## 予報士が出演する番組

### 現在

#### 定期出演
- RABニュース&ウェザー（青森放送ラジオ・月曜日 - 金曜日・出演：工藤淳・小林貴子）

#### 不定期出演
- 現在は無し。

### 過去
- スーパーJチャンネルaba（青森朝日放送・毎月最終金曜日「ツキイチ・おてんき〜わ〜ど」・出演：吉葉和義）
- えなりかずき!そらナビ（青森テレビ・金曜日・番組内のコーナー「そらチュー」で青森県からの中継がある場合のみ・出演：吉田篤）
- らくてんスタジオ（青森テレビ・金曜日・出演：工藤淳）
- あおもりTODAY「それいけ!お天気追跡隊」（青森放送ラジオ・水曜日・出演：工藤淳）
- あおもりTODAY（青森放送ラジオ・水曜日「晴れときどき・はれドキらじお」・出演：小林貴子）
- ATVニュースワイド（青森テレビ・月曜日 - 金曜日「天気コーナー」[1]：吉田篤[2]）
- あっぷるワイド（NHK青森放送局・金曜日「あおもり気象の話」・小林貴子[3]）
- 海の気象ニュース（青森放送ラジオ・月曜日 - 金曜日・出演：工藤淳）

### その他
- RABニュースレーダー（青森放送テレビ）の天気情報には、当社の予報士は出演しない。
- その他、天気に関するニュースや話題を取り上げる場合では、不定期で他番組(特にRABの番組)に出演する事がある。

## その他
- 2008年2月5日火曜日の読売新聞朝刊の青森地域コーナー「トップの眼」に当社と社長のインタビューが掲載された。
- 現在、気象予報士で副社長である小林貴子は、当初は事務職で入社したが、気象に興味があった為、改めて勉強して気象予報士の資格を取得した。